# بخش لاشیو
بخش لاشیو (به لاتین: Lashio District) یک بخش در میانمار است که در ایالت شان واقع شده‌است.

## خصوصیات
بخش لاشیو ۸۶۴ متر بالاتر از سطح دریا واقع شده‌است.